# 哈通瓦吉亞山
11°05′01″S 76°27′37″W / 11.08361°S 76.46028°W
哈通瓦吉亞山（Hatun Waqya），是秘魯的山峰，位於該國中部胡寧大區和帕斯科大區，由聖巴巴拉德卡爾瓦卡揚區和瓦伊利艾區負責管轄，屬於安地斯山脈的一部分，海拔高度4,800米。